# Intelligenza collettiva

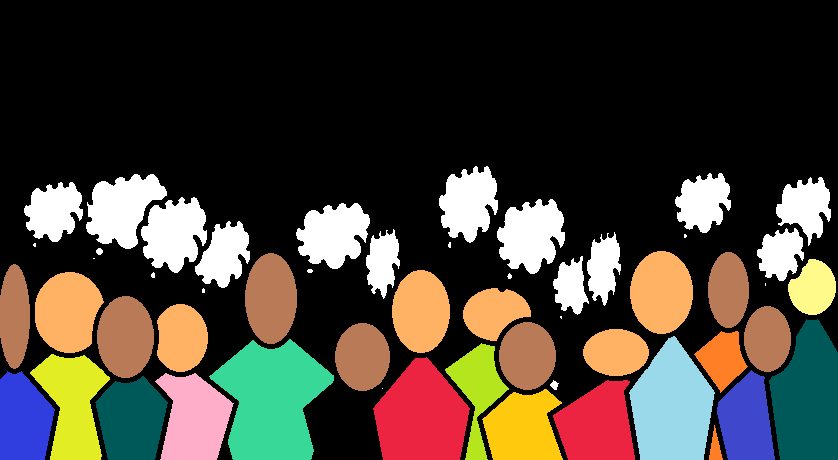
"Nessuno sa tutto, ognuno sa qualcosa"

L'intelligenza collettiva è un concetto diffuso dallo studioso francese Pierre Lévy. Ad esso ha dedicato il libro L'intelligenza collettiva. Per un'antropologia del cyberspazio (1994). Nel saggio, Levy ripercorre le riflessioni e le indagini che ha condotto a partire dai primi anni novanta presso il centro di ricerca sull'intelligenza collettiva dell'Università di Ottawa. Sebbene il termine sia stato definito per la prima volta da Douglas C. Engelbart nel 1962, in un articolo dal titolo Augmenting Human Intellect. A Conceptual Framework, Pierre Levy è colui che maggiormente ha approfondito e studiato le potenzialità di questa capacità umana, contribuendo alla sua divulgazione in ambito sociologico.

## Origini del concetto
L'origine del concetto di intelligenza collettiva viene fatto risalire al famoso teorema della giuria elaborato nel 1785 dal marchese Nicolas de Condorcet nel testo Trattato sull'Applicazione dell'Analisi alla Probabilità delle Decisioni a Maggioranza. Tale teorema giustificava la necessità del principio maggioritario che caratterizza i governi democratici, in quanto sosteneva che, se in un gruppo aumentano le persone con buona possibilità di prendere la decisione giusta, cresce anche la probabilità di arrivare alla soluzione migliore.
L'idea dell'esistenza di un'intelligenza non meramente individuale, ma posta al di sopra del singolo, fu concepita per la prima volta da Karl Marx, nel suo concetto di general intellect elaborato nei Grundrisse tra il 1857-1858. Con il concetto di general intellect Marx individuava un genere di lavoro astratto, di tipo sociale, che ha le sue basi nella conoscenza impersonale sedimentata nella società stessa e nel retroterra culturale in cui si trovano ad operare i singoli individui. Una forza lavoro cognitiva e mentale, che esprimeva le capacità creative collettive. Il sapere, per Marx, si accumulava nella società, e prendendo atto di questa forza poteva rimettere in discussione i rapporti sociali, basati sul singolo.
Ulteriore precursore del concetto può essere considerato l'entomologo William Morton Wheeler,il quale già nel 1911 osservò come individui apparentemente indipendenti possano collaborare così strettamente da divenire indistinguibili da un unico organismo. William Morton Wheeler maturò questo concetto proprio nel corso delle sue ricerche entomologiche, notando come le formiche agissero come le cellule di un'unica entità, a cui si riferì come ad un “superorganismo” Grazie a questa intuizione, uno degli sviluppi più recenti dell'intelligenza collettiva riguarda proprio la riproduzione computazionale del comportamento degli insetti sociali come api o formiche.
Quasi contemporaneamente alle ricerche di Wheeler, Émile Durkheim, uno dei fondatori delle moderne scienze sociali, sosteneva che la società non fosse semplicemente il frutto di un contratto tra individui liberi ed uguali, ma una realtà sui generis che, precedendo gli individui, rendeva possibili gli accordi tra di loro. Per questo, ne Le forme elementari della vita religiosa il sociologo francese definiva la società un'intelligenza superiore capace di trascendere l'individuo nello spazio e nel tempo.
A cavallo tra Ottocento e Novecento, un ulteriore antecedente al principio dell'intelligenza collettiva lo si ritrova in quegli autori che immaginano l'esistenza di una coscienza collettiva con una propria autonomia capace di trascendere le singole intelligenze umane.
Già nel 1851, nel romanzo La casa dei sette abbaini Nathaniel Hawthorne aveva immaginato il globo come una testa enorme, un cervello pervaso di intelligenza che vibrava grazie all'elettricità. Nel 1935, l'ecologo Arthur George Tansley coniò il concetto di ecosistema, che definì come l'insieme delle comunità di organismi viventi che interagiscono con l'idrosfera, l'atmosfera e la litosfera, creando delle interazioni reciproche che si mantengono in un equilibrio dinamico al pari di un sistema coeso.
Seguendo questa intuizione, lo scrittore britannico tra i padri fondatori della letteratura di fantascienza H. G. Wells, nella raccolta di saggi World Brain ipotizzava la nascita di un cervello mondiale, ossia un sistema di conoscenza unificato contenente tutto il sapere umano e liberamente accessibile da chiunque.
Secondo lo scrittore inglese, una tale disponibilità di conoscenza avrebbe condotto alla creazione della prima enciclopedia permanente del mondo, che avrebbe reso palese all'intera umanità il suo obiettivo comune, dissolvendo tutti i futuri conflitti.
L'idea di Wells sarà poi ulteriormente sviluppata dallo scrittore di fantascienza Arthur C. Clarke nel libro del 1962 Profili del Futuro dove un supercomputer diventa il principio organizzativo pratico del World Brain immaginato da Wells.

## Descrizione
Secondo il filosofo francese, la diffusione delle tecniche di comunicazione su supporto digitale ha permesso la nascita di nuove modalità di legame sociale, non più fondate su appartenenze territoriali, relazioni istituzionali, o rapporti di potere, ma sul radunarsi intorno a centri d'interesse comuni, sul gioco, sulla condivisione del sapere, sull'apprendimento cooperativo, su processi aperti di collaborazione. Questo fenomeno dà vita all'idea di “intelligenza collettiva”, ossia una forma di intelligenza distribuita ovunque, continuamente valorizzata, coordinata in tempo reale, che porta ad una mobilitazione effettiva delle competenze. Piuttosto che appiattire l'individuo all'interno di una collettività massificata e uniformante, questo sapere distribuito determina un vero e proprio processo di emancipazione e civilizzazione, poiché pone ogni persona al servizio della comunità, da una parte permettendogli di esprimersi continuamente e liberamente, dall'altra dandogli la possibilità di fare appello alle risorse intellettuali e all'insieme delle qualità umane della comunità stessa.
L'intelligenza collettiva, dunque, espande la capacità produttiva della comunità perché libera i singoli aderenti dalle limitazioni della propria memoria e consente al gruppo di affidarsi a una gamma più vasta di competenze. Gli assiomi di partenza dell'argomentazione di Lévy sono che il sapere è sempre diffuso - "nessuno sa tutto, ognuno sa qualcosa" - e che "la totalità del sapere risiede nell'umanità". Tutta l'esperienza del mondo, quindi, coincide con ciò che le persone condividono e non esiste alcuna riserva di conoscenza trascendente.

### Intelligenza collettiva e comportamento emergente

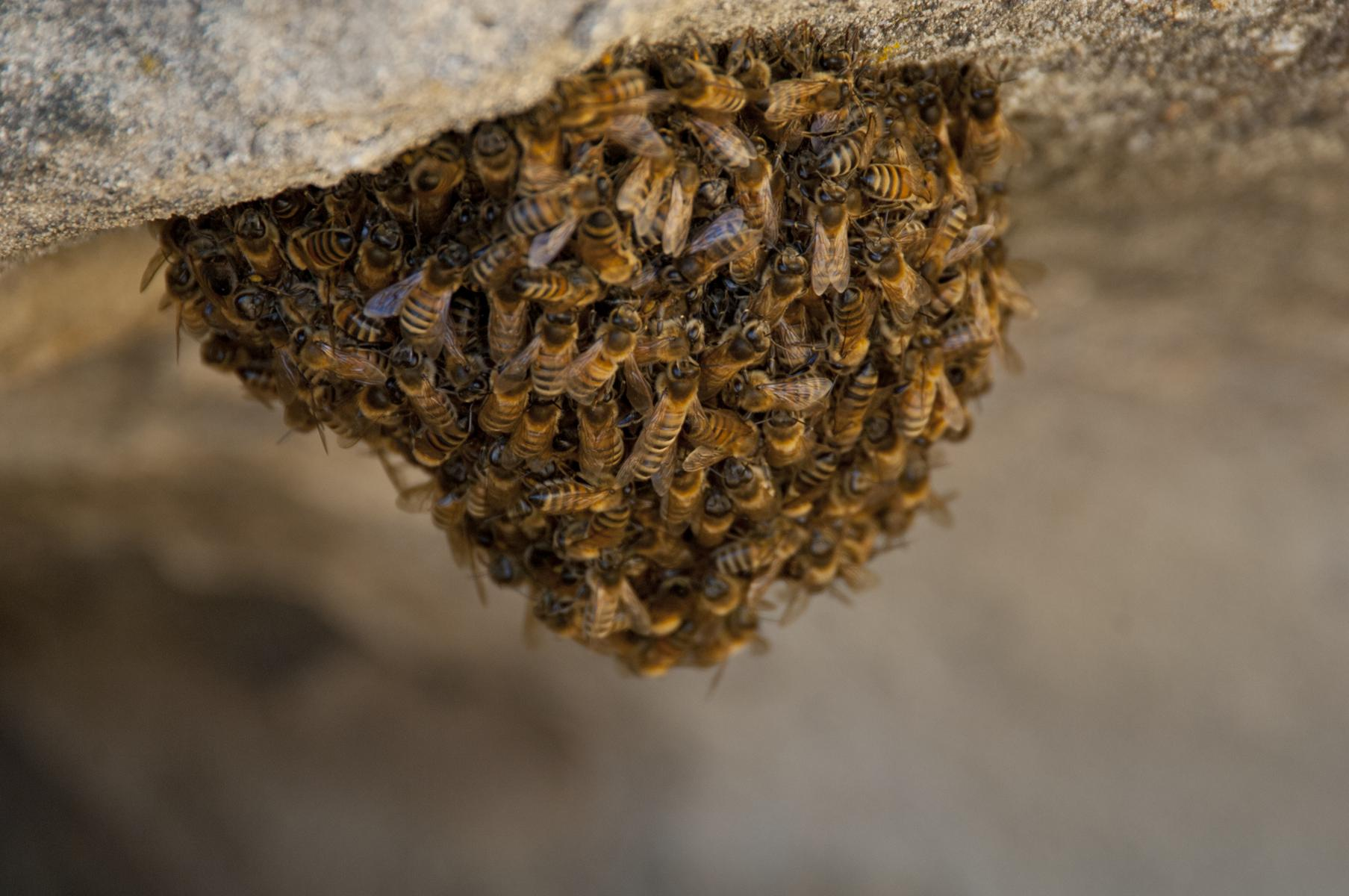
Lo sciame d'api è un esempio di intelligenza collettiva

Il concetto di intelligenza collettiva può essere studiato come esempio particolare di manifestazione di comportamento emergente che ha luogo nei sistemi dinamici non lineari (come ad esempio gli stormi di uccelli o i sistemi frattali). In sistemi di questo genere le parti atomiche che rappresentano gli elementi primitivi e costitutivi dell'insieme, prese a sé stanti, possiedono proprietà e funzionalità che le contraddistinguono in maniera univoca e lineare. Ma nel momento in cui un numero elevato di questi elementi primitivi si aggregano in modo tale da formare un sistema e raggiungono una soglia critica, per effetto delle relazioni che si stabiliscono fra di essi, cominciano a manifestarsi nell'aggregato complessivo delle proprietà e dei comportamenti spesso di tipo non lineare, di cui non si aveva traccia negli elementi atomici e che denotano quindi il cosiddetto comportamento emergente.
Si ha un comportamento emergente, quindi, ogni qualvolta uno schema o una configurazione di alto livello si origina a partire dalle migliaia di interazioni semplici che avvengono tra agenti locali. L'emergenza, in tal modo, è una proprietà che non può essere ritrovata nelle componenti individuali di un sistema, in quanto si genera esclusivamente grazie all'interazione delle sue parti.
Secondo questa prospettiva, dunque, la complessità di un sistema emerge dall'interazione delle parti che lo compongono. Un primo esempio di sviluppo e auto-organizzazione lo ritroviamo nel Gioco della vita o A-Life sviluppato dal matematico inglese John Horton Conway sul finire degli anni sessanta: una simulazione che mostra come schemi complessi possono emergere dall'implementazione di regole molto semplici.
Steven Johnson parla di sistemi emergenti considerando i meccanismi di auto-organizzazione bottom-up, ovvero dal basso verso l'alto, ponendo l'attenzione sulle connessioni. Presi singolarmente, una formica o un neurone non sono particolarmente intelligenti. Tuttavia se un numero abbastanza elevato di elementi così semplici interagisce e si auto-organizza, può attivarsi un comportamento collettivo unitario, complesso e intelligente, definito anche swarm intelligence. Se questo comportamento ha anche un valore adattativo, ci troviamo di fronte ad un fenomeno "emergente" come una colonia di formiche o il nostro cervello. Steven Johnson fa l'esempio delle colonie di formiche studiate da Deborah Gordon, le quali presentano alcuni dei comportamenti tipici dei sistemi bottom-up. Le formiche, cioè, non possiedono veri e propri capi e la stessa idea di formica regina è fuorviante: esse seguono piuttosto la logica di sciame. Johnson ha indicato cinque principi alla base della formazione della macrointelligenza:
1. la quantità, nella quale si disperde l'errore e avviene il massimo della cooperazione;
2. l'ignoranza individuale, che mantiene in equilibrio il sistema;
3. gli incontri casuali, che rendono il sistema dinamico quanto basta;
4. le configurazioni dei segnali;
5. l'osservazione dei vicini.

Secondo lo studioso americano Howard Bloom, qualsiasi sistema mostri un comportamento intelligente - dalle coloni batteriche alle società umane - può essere spiegato nei termini sia di sistema complesso adattivo generato dal computer che algoritmo genetico, due concetti elaborati dallo studioso John Henry Holland.
Nell'ambito dell'intelligenza artificiale e della robotica, il concetto di swarm intelligence – un'intelligenza emergente collettiva di un gruppo di agenti semplici – ha offerto un modo alternativo di progettare i sistemi “intelligenti”, nei quali l'autonomia, l'emergenza e le funzioni distribuite sostituiscono il controllo, la programmazione, e la centralizzazione.
L'intelligenza collettiva può essere interpretata, alla luce di queste riflessioni, come appunto un aggregato sistematico di intelligenze individuali, le cui relazioni reciproche e la cui collaborazione producono effetti massivi a livello culturale, sociologico, politico e antropologico di tipo emergente e difficili da studiare con i criteri applicati sui singoli individui che ne fanno parte. Nel suo libro del 1995 Out of Control, Kevin Kelly sostiene che macchine artificiali e sistemi sociali stanno raggiungendo un livello di complessità tale, che a breve non saranno più distinguibili da apparati biologici. Kelly riconosce che quest'ultimi sono stati finora la tecnologia esistente più complessa: le invenzioni umane si sono infatti potute evolvere copiando le strutture esistenti in natura. Kelly, a tal proposito, parla di una sorta di mente globale che emerge da un'integrazione tecno-culturale di rete.

### Intelligenza collettiva e pensiero olistico
Una delle principali influenze del concetto di intelligenza collettiva è il principio olistico secondo cui “il tutto è più della somma delle sue parti”. Alcune tra le più note formulazioni di tale principio, le ritroviamo nel concetto di noosfera, termine coniato da Vladimir Vernadsky e poi ampiamente sviluppato dal pensiero del padre gesuita e paleontologo Pierre Teilhard de Chardin. Secondo il religioso francese, il progresso della nascente infrastruttura delle telecomunicazioni avrebbe condotto a una “mente planetaria” o meglio una “rete nervosa planetaria” alla fine della quale ci sarebbe stato il cosiddetto “Punto Omega”, cioè l'unione con il Cristo Cosmico.
Un forte sostegno alla visione trascendentale e olistica di de Chardin arriverà dal fisico e chimico James Lovelock, che alla fine degli anni Settanta, pubblica i risultati di una sua lunga ricerca con il nome di “ipotesi Gaia”, secondo la quale il pianeta è un effettivo essere vivente, capace di reagire alle trasformazioni e apportare modifiche d'insieme che facilitano lo sviluppo delle biosfera. Nell'epilogo di Gaia. Nuove idee sull'ecologia, Lovelock si domanda in che misura noi come specie costituiamo un sistema nervoso gaiano e la nostra intelligenza collettiva può essere considerata parte di Gaia.
Negli stessi anni in cui Lovelock formula le sue ipotesi, James Grier Miller elabora la sua teoria dei sistemi viventi in cui ipotizza una corrispondenza tra organismi viventi e sistemi sociali. Entrambi rappresentano un sistema con precise regole matematiche e specifiche caratteristiche fisiche, il cui compito è quello di rispondere a stimoli esterni o interni, per mantenersi sempre in una condizione di equilibrio dinamico tra le energie che sono assunte e quelle che si disperdono. Il biologo e futurologo francese Joël de Rosnay nel suo testo Il macroscopio: verso una visione globale scrive del modo in cui le nuove tecnologie di comunicazione stiano realizzando un nuovo tipo di pensiero su scala globale simile a quello di un sistema biologico.
Da questo momento i progressi della rete saranno sempre più comparati con quelli di un organismo vivente, fin quando a metà anni novanta, con la popolarizzazione di internet, si parlerà ufficialmente e diffusamente di un global brain. Ispirandosi all'idea del sociologo Herbert Spencer secondo cui la società è un organismo, nell'opera Metaman: The Merging of Humans and Machines into a Global Superorganism del 1993, il biofisico Gregory Stock sostiene che il super-organismo globale non è più semplicemente una metafora; esso è vivo e noi ne siamo le cellule, collegate, per mezzo della tecnologia, nella forma di un meta-uomo. Secondo Stock, esso ha una propria memoria, una capacità di agire autonoma su scala planetaria e una finalità in accordo con quella umana.
Similmente, studiosi come Peter Russell o Leonardo Boff sostengono che la complessità crescente dei mezzi di comunicazione, rendendo le persone sempre più interdipendenti tra loro, sta creando le condizioni per la nascita di un cervello globale in cui la Terra potrà essere cosciente di se stessa. Sempre più assimilabili alla dottrina New Age, tali riflessioni troveranno ulteriore diffusione nei lavori della biologa Elisabet Sahtouris o nella futurologa e scrittrice Barbara Marx Hubbard, cofondatrice della Fondazione per l'Evoluzione Consapevole.
Nel 1995, sempre Joël de Rosnay all'interno della riflessione sviluppata in uno dei suoi libri, L'uomo, Gaia e il cibionte conierà il neologismo cybionte per indicare un organismo ibrido, al tempo stesso biologico, elettronico e meccanico, costituito di uomini, città, centri informatici e macchine. Tale organismo dovrà vivere in una condizione di interazione permanente con i nuovi mezzi di elaborazione dell'informazione e della comunicazione audiovisiva. Ispirato dall'ipotesi Gaia, nel suo libro Cervello Globale: L'evoluzione della mente di massa dal Big Bang al XXI secolo, Howard Bloom sostiene che il progressivo incremento di interconnessione tra ogni individuo del pianeta stia costituendo qualcosa di simile a un sistema neurale globale, il quale potrà a breve mostrare un comportamento cosciente. Bloom ha analizzato l'evoluzione dell'intelligenza collettiva a partire dalle prime forme batteriche di vita di milioni di anni fa per dimostrare come una intelligenza multispecie è sempre stata presente sin dagli esordi della vita.
Kevin Kelly, a tal proposito, parla di una sorta di mente globale che emergerà dall'unione tra cervelli umani e congegni capaci di autogoverno e di autoreplicazione. Tale convergenza sta facendo emergere sistemi più complessi capaci di evolversi come network autoregolanti al di là di ogni autorità centralizzata. Kelly riprende questo argomento nel suo libro Quello che vuole la tecnologia, dove conia il termine technium per designare quel sistema allargato, globale e interconnesso di creazioni che includono tutti i frutti dell'intelletto umano – come tecnologia, arte, cultura, istituzioni sociali – in grado di autoalimentare la propria stessa forza generatrice. Il technium sarebbe dunque un sistema autonomo che sottostà alle stesse leggi basilari e principi di autorganizzazione che hanno caratterizzato lo sviluppo biologico. Gli sviluppi tecnologici seguirebbero, dunque, percorsi inevitabili e il nostro modo di rapportarci ad essi dovrebbe essere simile al modo in cui ci rapportiamo all'evoluzione della natura.
Applicando le categorie evolutive della biologia ai processi di sviluppo tecnologico, lo studioso statunitense Raymond Kurzweil prevede l'avvento di un'epoca chiamata Singolarità, in cui sparirà ogni distinzione fra uomo e tecnologia, in quanto le macchine avranno raggiunto e superato le capacità di calcolo del pensiero umano e l'esistenza avrà talmente esteso il suo ambito di azione fisico e mentale nei domini dell'intelligenza non biologica da superare le limitazioni attuali della propria specie. Quello che emergerà sarà una super-intelligenza collettiva formata dalla fusione di intelligenza biologica e non biologica.
Un'applicazione del principio del cervello globale la troviamo nel progetto Principia Cybernetica, ideato nel 1989 da Valentin Turchin e Cliff Jolysn e diffuso in Europa un anno dopo da Francis Heylighen. Si tratta di un tentativo di utilizzare le tecnologie informatiche per sviluppare una completa filosofia cibernetica ed evoluzionistica, basata sulla teoria dell'evoluzione darwiniana. La “filosofia” di base del PCP è - per molti versi - simile a quella di transumanisti ed estropici. Infatti, alla base di tutto esiste l'evoluzione naturale di tipo neodarwiniano (uno dei testi base è il famoso Il gene egoista, di Richard Dawkins). Attraverso il processo di selezione emergono strutture stabili con sempre maggiore o adattamento all'ambiente. La tendenza dell'evoluzione è verso una “singolarità” tecnologica che porterà alla nascita di una nuova metastruttura basata su un Global Brain tramite una transizione di metasistema. L'attuale Internet/Web può essere visto in questa ottica come l'inizio di un sistema nervoso primitivo di questa nuova entità.

### Intelligenza collettiva e dinamiche di gruppo
Molti studiosi hanno analizzato il modo in cui l'intelligenza collettiva contribuisce al trasferimento di conoscenza e potere dal singolo al collettivo. Il ricercatore informatico statunitense Douglas Engelbart, nel suo famoso articolo Augmenting Human Intellect. A Conceptual Framework, definisce l'intelligenza collettiva come una misura di quanto gli individui possano lavorare sui problemi importanti e sulle opportunità, in maniera collettiva, in modo dinamico e intelligente, nonché anticipare le occasioni e rispondere a una situazione, sfruttando la loro percezione collettiva, la memoria, l'intuizione, la pianificazione. Per determinare il valore dell'intelligenza collettiva, Engelbart propone il quoziente di intelligenza collettiva che è dato dal rapporto tra le capacità umane di comprensione e approfondimento, in rapporto alla complessità dei problemi. Obiettivo del ricercatore statunitense è immaginare mezzi che consentano di incrementare nel minor tempo possibile le capacità umane di intelligenza collettiva.
Il professore di filosofia David Skrbina utilizza il concetto di mente di gruppo, ispirandosi al concetto filosofico elaborato da Platone di panpsichismo, ossia l'idea che la mente o la coscienza sia onnipresente ed esista in tutta la materia. Egli trae ispirazione per la sua idea di mente di gruppo da Thomas Hobbes nel suo Leviatano e dalle tesi di Gustav Fechner sulla coscienza collettiva del genere umano. Egli cita Durkheim come il più importante sostenitore della coscienza collettiva e Teilhard de Chardin come un pensatore che ha sviluppato le implicazioni filosofiche di tale idea. Altro pioniere dell'intelligenza collettiva è stato Tom Atlee, fondatore e direttore del Co-Intelligence Institute. Lo studioso americano descrive l'intelligenza collettiva come una forma di intelligenza condivisa e integrata che si trova nell'uomo e intorno all'uomo. L'idea di Atlee è che tale intelligenza possa essere osservata e misurata. Per questo egli si pone l'obiettivo di individuare metodi che permettano di accrescerne il potenziale e la portata. Atlee è convinto che se la popolazione fosse in grado di gestire un maggior quantitativo di intelligenza collettiva, gli individui sarebbero in grado di co-creare un futuro con minori problemi sociali, economici, ambientali e cooperare per uno sviluppo sostenibile e un benessere collettivo crescente.
Ispirato dai lavori di Englebart e Atlee, il ricercatore di origine ungherese George Pór ha definito il fenomeno intelligenza collettiva come la capacità delle comunità umane di evolvere verso una maggiore complessità, ordine e l'armonia, attraverso meccanismi di innovazione come la differenziazione e l'integrazione, la concorrenza e la collaborazione. Pór descrive le organizzazioni sociali come organismi umani, il cui sistema nervoso è composto dalle reti di comunicazioni e conversazioni attivate. Tali organizzazioni svolgono principalmente quattro funzioni: a) favoriscono lo scambio e il flusso di informazioni tra i sottoinsiemi dell'organismo e l'ambiente; b) facilitano il coordinamento delle azioni dei diversi componenti; c) incrementano la memoria dell'organizzazione mediante l'archiviazione e il recupero dei dati in base alle esigenze dell'organizzazione; d) sostengono lo sviluppo di nuove competenze e comportamenti efficaci. Tale visione è diventata tangibile grazie all'attuale evoluzione di Internet e ha portato alla realizzazione delle quattro funzioni da lui precedentemente indicate. Per questo, egli ha fondato la Community Intelligence Ltd. che si pone l'obiettivo di coltivare e diffondere l'intelligenza collettiva.
Nella visione di Atlee e Pór, così come di altri studiosi quali Cliff Joslyn o Ron Dembo, l'intelligenza collettiva è un particolare modo di funzionamento dell'intelligenza che supera tanto il pensiero di gruppo (e le relative tendenze al conformismo) quanto la cognizione individuale, permettendo a una comunità di cooperare mantenendo prestazioni intellettuali affidabili. La possibilità di massimizzare l'intelligenza collettiva dipende dalla capacità di un'organizzazione di accettare e sviluppare il "consiglio aureo", consistente in qualsiasi input potenzialmente utile, proveniente da qualsiasi membro. Le dinamiche di gruppo tuttavia spesso ostacolano l'intelligenza collettiva, limitando gli input a pochi individui o filtrando potenziali consigli aurei senza svilupparli pienamente fino all'implementazione. Molti critici evidenziano inoltre come spesso cattive idee, incomprensioni, e concetti sbagliati siano ampiamente supportati, e che la strutturazione del processo decisionale dovrebbe favorire esperti che sono presumibilmente meno proni al voto casuale o disinformato in un dato contesto. Per questo, a un livello pratico, l'abilità della facilitazione di gruppo si è sviluppata fin dagli anni novanta in una professione che consiste nell'assistere un gruppo ottimizzando i processi e stimolando la creatività durante il processo decisionale. Le ricerche hanno mostrato che i gruppi coadiuvati da un facilitatore giungono infatti a decisioni migliori rispetto a quelli non facilitati.
Nel 2001 Tadeusz M. Szuba, dell'Università della scienza e della tecnologia di Cracovia in Polonia, propone un modello formale per il fenomeno dell'intelligenza collettiva. Secondo il professore polacco, l'intelligenza collettiva può essere intesa alla stregua di un processo computazionale inconscio, casuale, parallelo e distribuito, eseguito con logica matematica dalla struttura sociale. In questo modello, esseri e informazioni sono modellati come molecole di informazioni astratte che portano un'espressione di logica matematica. Essi si dispongono quasi-casualmente a causa della loro interazione con i loro ambienti nello spazio computazionale astratto, creando processi di inferenza che percepiamo come intelligenza collettiva. Questa teoria permette una definizione formale di intelligenza collettiva come proprietà della struttura sociale e funzionerebbe per un ampio spettro di esseri, dalle colonie batteriche fino alle strutture sociali umane. Essa fornirebbe inoltre una spiegazione diretta di diversi fenomeni sociali. A partire da tale modello di intelligenza collettiva, è stata fornita un'interpretazione di QiS|QIS (QI sociale) come funzione di probabilità su tempo e dominio di inferenze a N-elementi che riflettono le attività di inferenza della struttura sociale.
Robert David Steele, nel suo libro Intelligence. Spie e segreti in un mondo aperto, definisce i cittadini come “intelligence minutement”, ossia cittadini pronti a combattere per l'Intelligence, che attingono esclusivamente a fonti informative etiche e legali per creare una vera e propria intelligenza pubblica che serve a fare in modo che funzionari pubblici e istituzioni si mantengano onesti.
Secondo Don Tapscott e Anthony D. Williams, l'intelligenza collettiva è la collaborazione di massa. Affinché essa possa avverarsi, è necessario che siano rispettati quattro principi: a) l'apertura determina un cambiamento culturale in virtù del quale le imprese stanno iniziando ad avere confini meno netti e definiti e, nello stesso tempo, fanno riferimento anche a risorse esterne in grado di apportare nuove competenze; b) il peering indica una forma aggregativa in cui i singoli membri si scambiano materiale e informazioni che possono essere poi continuamente rivisti e migliorati da tutti i partecipanti e rimessi continuamente in circolo per nuovi sviluppi; c) la condivisione si riferisce al fenomeno per cui le imprese mettono a disposizione gran parte del loro patrimonio intellettuale per permetterne un più rapido sviluppo; d) l'azione globale sta ad indicare la necessità che le imprese, in un mondo in cui ormai i confini geografici non esistono più, devono sapere sfruttare le potenzialità della tecnologia ed attingere risorse ove queste si rendano disponibili.

### Esempi di applicazione
Nell'arco di questi ultimi decennio la discussione sull'intelligenza collettiva si è andata ad intrecciare con altre questioni a essa legate, come la politica e il settore dell'organizzazione, la gestione dei processi decisionali, i meccanismi dell'apprendimento, l'intelligenza artificiale, lo sviluppo di Internet. In campo economico, ad esempio, è stato coniato il termine di capitale organizzativo per riferirsi a un patrimonio di competenze, conoscenze e relazioni che esistono al di là dei singoli individui che compongono l'organizzazione, come un'impresa (i brevetti), una squadra di calcio (il collettivo, lo spogliatoio), un partito (le idee condivise).
Nell'ambito della politica, i partiti possono essere considerati esempi di intelligenza collettiva, poiché mobilitano grandi numeri di persone per governare, scegliere candidati, finanziare e condurre campagne elettorali. Eserciti, sindacati e aziende, pur focalizzandosi su preoccupazioni più limitate, possono soddisfare alcune definizioni di intelligenza collettiva genuina, sebbene le definizioni più rigorose richiederebbero una capacità di rispondere a condizioni arbitrarie senza dover sottostare a ordini o ad una guida da parte di una specifica “legge” o di “clienti” che ne limiterebbero fortemente l'azione. Un interessante propositore di questa visione rigorosa è Al Gore, il candidato democratico alla presidenza degli USA nel 2000, che fece notare come lo scopo della nazione doveva essere quello di scatenare l'intelligenza collettiva così come il mercato aveva scatenato la produttività collettiva.
Un altro esempio di tale visione politica lo ritroviamo espresso nei Quattro Pilastri del Partito Verde, che costituiscono le fondamenta di un processo di consenso per la formazione delle politiche del partito verde o di movimenti alleati. Ciò si è rivelato di grande successo nell'organizzare i Global Greens, per partecipare ad elezioni assieme a partiti più radicati, che si appellano a gruppi di interesse.
Uno dei più famosi esempi di applicazione politica del concetto di intelligenza collettiva è il Global Futures Collective Intelligence System (GFIS) creato da The Millennium Project nel 2012. Esso permette di partecipare e avere accesso a tutte le risorse del The Millennium Project, una rete internazionale di ricerca sul futuro con circa 60 “nodi” sparsi nel mondo. Acquistando un abbonamento, è possibile interagire con tutti i nodi del sistema, proporre suggerimenti, avviare discussioni con esperti di tutto il mondo, avere accesso ad informazioni. Il testo utilizza le traduzioni di Google in cinquantadue lingue.
Un'altra applicazione dell'Intelligenza Collettiva è la piattaforma UNUM, sviluppata da Louis Rosenger, considerato un pioniere negli studi sulla realtà aumentata e fondatore della società californiana Immersion Corp. Si tratta di una piattaforma che permette a gruppi di utenti collegati in rete - chiamati anche “sciami umani” - di rispondere in modo collettivo e in tempo reale a determinate questioni, prendere decisioni o risolvere dilemmi all'interno di sistemi dinamici unificati, in pochi secondi. Modellata sull'esempio degli sciami biologici, la piattaforma UNUM consente a gruppi online di lavorare in sincronia in tempo reale, esplorando in modo collaborativo i processi decisionali e convergendo sulle soluzioni migliori in pochi secondi.I ricercatori dell'intelligenza artificiale si sono ispirati ad uccelli e api per realizzare un sistema che permetta ai partecipanti umani di comportarsi come una vera e propria intelligenza collettiva unificata, realizzando previsioni su eventi come gli Academy Awards, il Super Bowl e le finali NBA.
Nel 2011 nasce all'Università di Bologna il progetto Comuni-Chiamo che utilizza l'intelligenza collettiva (più precisamente la "saggezza della folla") al fine di ottimizzare le decisioni degli enti locali.
Il Center for Collective Intelligence al Massachusetts Institute of Technology (MIT) di Boston ha invece svolto una ricerca sul fattore C, ossia il numero minimo di persone necessario perché un gruppo sviluppi intelligenza collettiva. In uno studio del 2010 pubblicato su Science, gli autori hanno dimostrato che tale fattore non aveva nulla a che fare con l'intelligenza dei singoli né con la loro motivazione al compito. Era invece correlato con tre caratteristiche: a) grado di sensibilità sociale dei membri del gruppo, ovvero la capacità di dedurre stati emotivi complessi a partire dagli occhi delle persone; b) la distribuzione equa della responsabilità quando si trattava di prendere una decisione: i gruppi nei quali uno o due persone dominano la conversazione sono, in media, meno intelligenti di quelli dove invece la partecipazione è più equamente distribuita; c) la percentuale di donne tra i membri del gruppo: i gruppi con un maggior numero di donne si dimostrano più intelligenti di quelli con una bassa componente femminile. La differenza è dovuta al fatto che le donne, in media, sono più empatiche e percettive degli uomini.
Nell'ambito delle dinamiche di apprendimento, l'intelligenza collettiva trova una sua applicazione nei Learned-generated context. Essi possono essere descritti come ambienti di apprendimento in cui un gruppo di utenti in maniera collaborativa organizza tutte le risorse a disposizione per creare un ambiente di apprendimento che soddisfi le proprie esigenze. I LGC rappresentano quindi comunità ideali che facilitano il coordinamento dell'azione collettiva all'interno di un ambiente di fiducia spesso mediato dalle nuove tecnologie. In tal senso condividono obiettivi e finalità molto simili ad altri fenomeni come i contenuti generati dagli utenti (UGC), le risorse didattiche aperte (OER), i sistemi di apprendimento distribuito e le comunità di pratica.
Un esempio di LGC è offerto da Wikipedia, in cui gli utenti collaborano unendo le loro conoscenze in uno spazio di intelligenza condivisa. Tale sistema enciclopedico universale si fonda sulla collaborazione collettiva per la copertura completa e il più accurata possibile di qualsiasi branca dello scibile umano, obiettivo difficilmente realizzabile per un singolo individuo.
In ambito di comunicazione e pubblicità un esempio di applicazione del concetto di intelligenza collettiva è offerto dal fenomeno del crowdsourcing, ossia una modalità di business attraverso la quale le aziende o le istituzioni affidano ad un insieme distribuito di persone - la "crowd" (folla), di solito riunita in comunità online o attorno ad un'apposita piattaforma web - la risoluzione di problemi, lo sviluppo di progetti o di attività riguardanti l'azienda stessa. La comunità si scambia idee, opinioni, pareri, discute e fornisce una serie di soluzioni, che vengono valutate, modificate, migliorate dal gruppo stesso, finché non si giunge ad un risultato condiviso, che viene poi  proposto all'istituzione o all'individuo che ha inizialmente sottoposto il problema.
Imprese e istituzioni online utilizzano l'intelligenza collettiva per superare alcune caratteristiche del marketing tradizionale. Pur essendoci una mancanza di letteratura adeguata su questo argomento, quella esistente dimostra come imprese del Web 2.0 quali Google o Flickr si differenzino per capacità competitiva grazie alla predominanza dii una logica di ragnatela che connette gli utenti e che fa decadere qualsiasi possibile gerarchizzazione dall'alto, garantendo una maggiore capacità di innovazione, complementarità ed efficienza. Uno sbocco estremamente promettente per le aziende è il collaborative marketing, che riguarda la creazione di comunità strutturate di utenti, aperte o chiuse, controllate e gestite che lavorano, anche inconsapevolmente, alla definizione delle caratteristiche di un nuovo progetto o anche alla costruzione della reputazione di un marchio o di un prodotto.

## Intelligenza collettiva e nuovi media

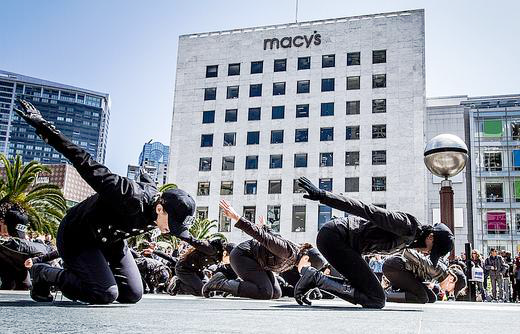
Il flash mob può essere considerato un esempio di intelligenza collettiva

I nuovi media sono spesso associati alla promozione e alla valorizzazione dell'intelligenza collettiva. La loro capacità di archiviare e recuperare facilmente le informazioni, prevalentemente attraverso banche dati e Internet, consente loro di essere condivise senza difficoltà. Così, attraverso l'interazione con i nuovi media, la conoscenza si raggiunge facilmente passando da una fonte all'altra e dando vita a forme di intelligenza collettiva.
A partire dalla riflessione di Levy, Derrick De Kerckhove ha sviluppato la teoria dell'intelligenza connettiva per sottolineare soprattutto l'importanza della connessione, del collegamento, della messa in relazione delle intelligenze: mentre l'intelligenza collettiva rappresenta un'aspirazione di stampo umanistico dall'ampio respiro, l'intelligenza connettiva fa maggior riferimento alla “pratica concreta” della moltiplicazione” delle intelligenze, favorita appunto dalla connessione. De Kerckhove insiste cioè sul carattere aperto del concetto di intelligenza connettiva rispetto all'immagine di contenitore chiuso a cui rimanderebbe l'intelligenza collettiva. Ma, al di là delle differenze, quello che accomuna i due concetti riguarda la constatazione che l'epoca della rete consente una diversa e produttiva mobilitazione delle singole competenze che permette agli esseri umani di interagire e di condividere e collaborare con facilità e velocità. Clay Shirky, noto studioso dei fenomeni della rete, ha sostenuto che grazie all'innovazione tecnologica, gran parte delle barriere che limitavano l'azione di gruppo è crollata, e senza questi ostacoli le persone sono maggiormente libere di esplorare nuovi modi di aggregarsi e di portare a termine compiti complessi, al di fuori del contesto tradizionale delle istituzioni e delle organizzazioni.
Queste possibilità neo-organizzative di condivisione, collaborazione e azione collettiva hanno dato vita a fenomeni come quello degli Smart mobs. Termine coniato da Howard Rheingold, gli smart mobs o folle intelligenti sono raggruppamenti di persone che grazie alla rapidità di comunicazione permessa dai dispositivi wi-fi, riescono a coordinarsi in assenza di leader verso obiettivi unitari, come azioni di protesta o performance ludiche (i Flash Mob); secondo Rheingold, esse possono costituire un nuovo soggetto del cambiamento politico, come dimostrano i casi dei movimenti acefali anti-globalizzazione o del gruppo di attivisti anti-censura che si riconosce sotto il nome di massa Anonymous.
Il teorico dei media Henry Jenkins ha elaborato il suo concetto di cultura convergente proprio a partire dalla teoria dell'intelligenza collettiva. Secondo lo studioso americano, l'intelligenza collettiva che si afferma nel cyberspazio sta portando alla nascita di culture partecipative che sono l'opposto di quelle del consumo dei media in quanto strutturano nuovi ruoli di produzione della conoscenza che valorizzano i contenuti prodotti amatorialmente e quelli di nicchia, la messa in comune di esperienze, la creazione di legami di vicinanza e prossimità. All'interno di un ambiente in cui i linguaggi di massa dei media mainstream entrano in risonanza con pratiche individuali e collettive, l'intelligenza collettiva diventa una risorsa alternativa al potere dei media e delle strutture istituzionali della conoscenza. Jenkins osserva, ad esempio, il modo in cui le persone partecipano ai processi di apprendimento che avvengono al di fuori delle strutture educative formali. Mentre tali processi si avvalgono di logiche collaborative, le scuole tradizionali sembrano ancora promuovere vecchi modelli basati esclusivamente sull'apprendimento individuale guidato dall'alto. Riprendendo il pensiero di Levy, Jenkins sostiene che l'intelligenza collettiva è importante per la democratizzazione, la condivisione collettiva delle idee, le forme di apprendimento cooperativo e, in generale, una migliore comprensione della nostra società.
David Weinberger sostiene che l'enorme e potenzialmente illimitata massa di opinioni connesse in rete costituisce quella lui chiama l'expertise delle nuvole. La Rete, ampia, aperta e trasparente, consente una nuova forma di competenza nebulizzata che corrisponde bene al concetto di intelligenza collettiva. Come afferma l'autore nel suo libro La stanza intelligente, in un mondo collegato in rete la conoscenza non vive nei libri o nelle teste ma nella rete stessa. Internet piuttosto consente ai gruppi di sviluppare idee meglio di quanto possa farlo ogni individuo; questo sposta la conoscenza dalla testa dei singoli all'interconnessione del gruppo.

### Intelligenza collettiva e Web 2.0
I principi di collaborazione, condivisione, interazione sociale, culturale e professionale che caratterizzano l'architettura del Web 2.0 sono ispirati alla teoria dell'intelligenza collettiva, secondo cui sono gli utenti a creare valore, intrecciando reti e collaborazioni in maniera spontanea. Fenomeni come blog, wiki, filesharing, feed RSS possono essere considerati tutti esempi di un'intelligenza collettiva che emerge in presenza di una massa critica di individui che partecipano a un processo che permette loro di agire da filtro, scegliere i contenuti qualitativamente più pertinenti, promuovere lo sviluppo di sistemi di reputazione e valorizzazione delle risorse più valide attraverso link, segnalazioni e recensioni su motori di ricerca, condivisione delle proprie esperienze su weblog o forum di discussione. Le piattaforme della rete diventano così comunità di pratiche fondate su meccanismi di trasparenza e fiducia online. Uno degli esempi più significativi di partecipazione e collaborazione che stanno alla base del web 2.0 è Wikipedia. L'applicazione delle teorie dell'intelligenza collettiva su Wikipedia è legato non solo alla cultura partecipativa che muove gli utenti alla pubblicazione e all'editing di contenuti in maniera collaborativa, ma all'uso di standard aperti e open source come wiki.
Altre applicazioni del Web 2.0 che usano l'intelligenza collettiva sono tutti quei sistemi che si fondano sul principio della folksonomy, ossia utilizzano l'input degli utenti per categorizzare dei contenuti superando la rigidità delle tassonomie tradizionali, spesso inadeguate a rappresentare realtà dinamiche, in favore di meccanismi di classificazione costruiti dal basso. Applicazioni di social bookmarking Web 2.0 come delicious devono il loro successo proprio a questa intuizione, lasciando libertà agli utenti di utilizzare un sistema di categorizzazione collaborativo che si basa su parole chiave scelte liberamente, meglio note come tag. Siti di informazione specializzati come il Digital Photography Review o Camera Labs sono esempi di intelligenza collettiva: chiunque può accedere alle loro piattaforme e contribuire ad alimentare la conoscenza condivisa, distribuendo le proprie competenze.

## Critiche
L'informatico e saggista statunitense Jaron Lanier ha criticato aspramente il paradigma culturale ottimista racchiuso nel concetto di saggezza della folla teorizzato da James Surowiecki e ispirato a quello di intelligenza collettiva, in cui si sostiene che il prodotto intellettuale di un gruppo sia quasi sempre migliore dei prodotti intellettuali dei singoli. Lanier critica l'attuale trend dell'open-content etichettandolo come maoismo digitale. Secondo Lanier, la sedicente rivoluzione dal basso portata avanti dalle piattaforme del Web 2.0 in realtà rischia di trasformarsi in una dittatura della maggioranza, in cui la massa ha sempre ragione. In tal senso, egli ritiene Wikipedia un'aberrazione fondata sulla leggenda che il sapere collettivo delle folle indistinte che agiscono in rete sia inevitabilmente superiore alla conoscenza del singolo esperto e che la quantità di informazioni, superata una certa soglia, sia destinata a trasformarsi automaticamente in qualità.
Inoltre, se da un lato l'utilizzo open source dei contenuti culturali può favorire la rielaborazione creativa e la velocità di diffusione di un'idea, allo stesso tempo esso potrebbe portare ad una sostanziale svalutazione dei contenuti, trasformandoli in un magma indistinto che renderebbe irrilevanti le identità degli autori e il loro contesto storico.
A tal proposito, Andrew Keen sostiene che strumenti user generated quali blog e Wikipedia, celebrando la pratica amatoriale più della competenza professionale, rischiano di portare ad un eccessivo livellamento e ad una certa confusione sul concetto di autore. Keen nota come Wikipedia, l'enciclopedia editata dall'intelligenza collettiva, innalzi l'amatore a una posizione di prominenza che eccede quella degli esperti salariati che fanno il loro lavoro per denaro.
Altri - come lo studioso Carlo Formenti - sottolineano come nell'attuale era del Web 2.0, il concetto di intelligenza collettiva sia diventato un dispositivo per la messa al lavoro gratuito di centinaia di migliaia di prosumers e un'integrazione dell'economia del dono nei processi di valorizzazione del capitalismo informazionale. Nell'attuale società delle reti lo sfruttamento del lavoro non avviene più soltanto all'interno della fabbrica, ma abbraccia tutti i momenti che compongono la vita di una persona. Così anche quella che gli utenti percepiscono come la possibilità di liberare la propria creatività in rete attraverso i meccanismi della collaborazione e condivisione propugnati dalle teorie dell'intelligenza collettiva, rappresentano in realtà un ulteriore momento di assoggettamento al capitale. Non è un caso che a tessere le lodi del crowdsourcing, delle wikinomics siano autori come Tapscott e Shirky, consulenti d'impresa impegnati a istruire le corporation sui metodi più efficienti per estrarre profitto dall'intelligenza collettiva della rete senza remunerarne il lavoro.
L'Accademia Higorà nel testo Relazioni umane e tecnologie dispositive pone attenzione sul fatto che le connessioni intellettive tra gli esseri umani all'interno di piattaforme digitali non sono né autentiche, né libere, né esclusivamente umane. Piuttosto evidenzia le volontà conduttive e dispositive di chi detiene la conduzione dei mezzi di comunicazione digitali nonché l'uso degli scambi intellettivi in digitale tra esseri umani come "nutrimento" per le intelligenze artificiali.